# John Smeaton
John Smeaton (Whitkirk, 8 giugno 1724 – Whitkirk, 28 ottobre 1792) è stato un ingegnere e fisico britannico.

## Biografia
Ingegnere inglese, ideò e migliorò numerosi strumenti scientifici. Negli anni '50 del XVIII secolo studiò i porti e le vie d'acqua olandesi, ricostruì il famoso faro di Eddystone e progettò numerosi ponti, porti e canali. Nel 1759 pubblicò un'opera fondamentale relativa alla forza motrice dell'acqua e del vento: Experimental Enquiry concerning the Natural Power of Wind and Water to Turn Mills. Si occupò anche di perfezionare la macchina a vapore di Thomas Newcomen.
Smeaton fu il primo ad auto-definirsi "ingegnere civile", ed è spesso considerato il "padre dell'ingegneria civile".

## Opere

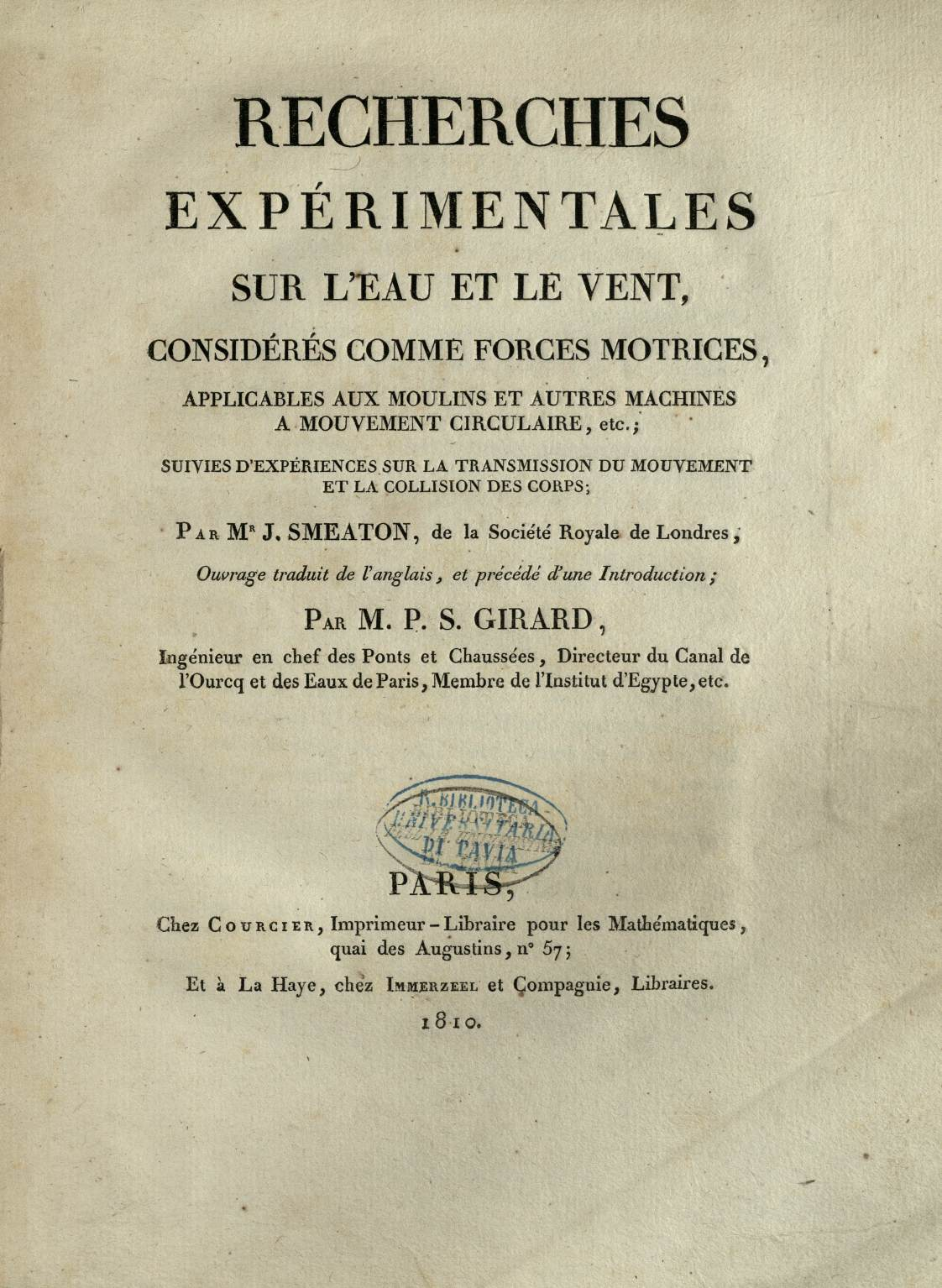
Experimental enquiry concerning the natural powers of wind and water to turn mills and other machines depending on a circular motion, 1810

- (EN) Experimental enquiry concerning the natural powers of wind and water to turn mills and other machines depending on a circular motion, Paris, Louis Courcier, 1810.